# Orosz ortodox pátriárka
Az orosz ortodox pátriárka a moszkvai és egész oroszországi ortodox egyház, azaz az Orosz Ortodox Egyház vezetője. Az orosz ortodox pátriárka a legnagyobb ortodox egyház vezetője, de az egész ortodox egyházat nem vezeti. A jelenlegi orosz ortodox pátriárka Kirill.
Az orosz ortodox pátriárkai méltóság minden oroszok és Moszkva ortodox pátriárkája címmel egyenlő. Az orosz ortodox pátriárka nem csak Oroszországban, hanem az egyházhoz tartozó területeken lát el egyházfői feladatokat.